# 尹起莘
尹起莘（？—？），字耕道，號靖逸。生平不詳。龍泉人。
曾祖父尹子道，任遂昌縣令。起莘尤喜歷史學，有神童之稱。曾任朝廷小官。其學源於葉適。擅七言絕句。作品有《四朝聞見錄》，記述高宗、孝宗、光宗、寧宗四朝軼事，以此判知起莘約是南宋嘉定年間人。有詩集《靖逸小集》。歷史作品有《通鑑綱目發明》五十九卷，章太炎說：“尹起莘為之作發明，劉益友為之作書法。恐亦彼輩逞臆之說，不免村學究之陋習耳。”